# Naadam

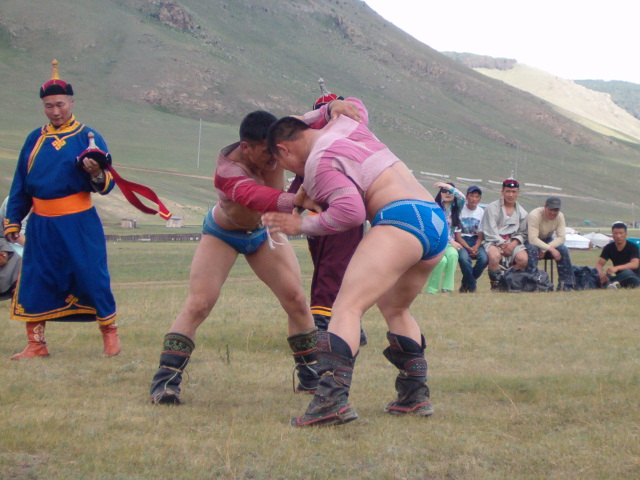
Mongools worstelen

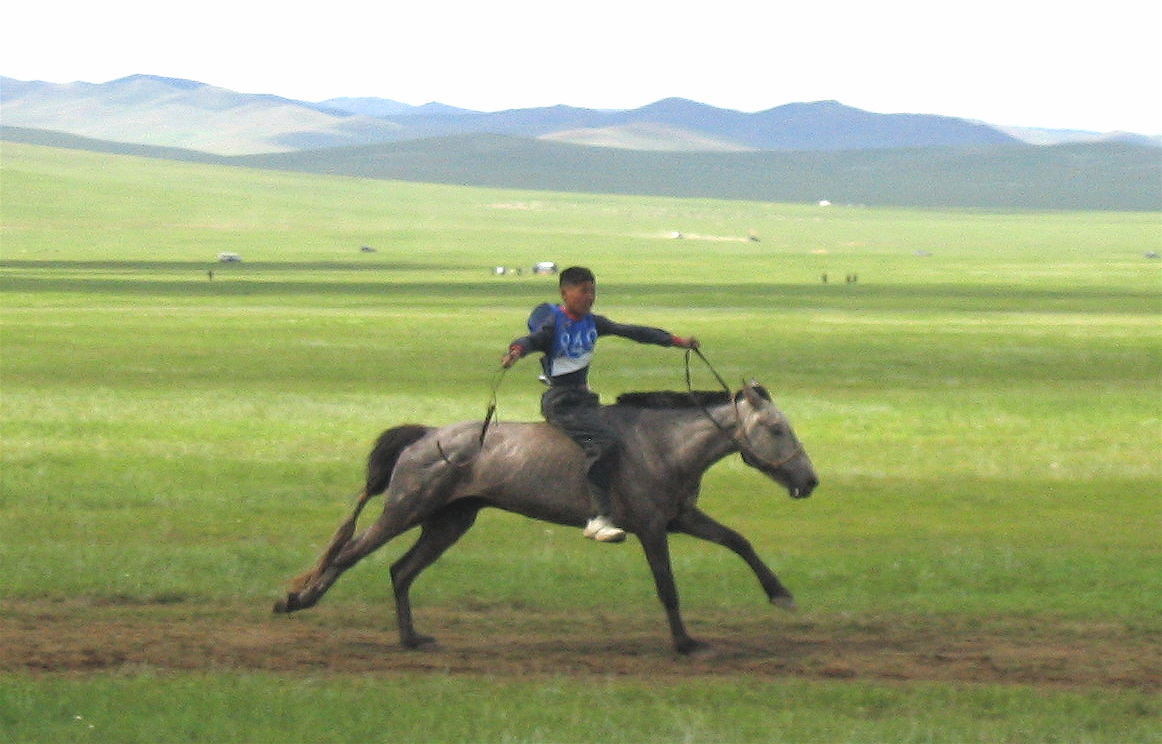
Een jonge Mongoolse ruiter tijdens de Naadam-paardenrennen

Naadam (Наадам, spel of wedstrijd) is het nationale festival van Mongolië, dat ieder jaar van 11 tot en met 13 juli wordt gehouden. Het festival wordt ook wel het "Eriin Gurvan Naadam," (эрийн гурван наадам) genoemd, dat "de drie mannelijke spelen" betekent. De spelen zijn Mongools worstelen, paardenraces en boogschieten. Vrouwen doen tegenwoordig ook mee met het boogschieten en paardenraces. De sportwedstrijden zijn enigszins te vergelijken met de Olympische Spelen. Tijdens de Naadam komen families van her en der tezamen en wordt vaak traditionele kleding gedragen. 
In tegenstelling tot de westerse paardenraces, van ongeveer twee kilometer, zijn de Mongoolse paardenraces tijdens de Naadam vijftien tot dertig kilometer en zijn de jockeys die de paarden berijden kinderen van vijf tot twaalf jaar oud. Hier is het vooral het paard dat geëerd wordt na een overwinning. Zij worden gezegend door hen met een beetje paardenmelk of arak (licht alcoholische, gefermenteerde paardenmelk) te besprenkelen. De worstelaars maken na een overwinning een klein rondedansje met gespreide armen, als de vlucht van een adelaar.
Het belangrijkste Naadam-festival vindt plaats in de hoofdstad Ulaanbaatar, maar ook andere plaatsen door het hele land hebben kleinere Naadam-vieringen. Ook in Binnen-Mongolië in China wordt het festival gevierd. Oorspronkelijk was het een religieus festival, maar nu herdenkt het de revolutie in 1921 toen Mongolië zichzelf onafhankelijk verklaarde. Voor de jonge mannen vormt het feest veelal een aanleiding om grote hoeveelheden arak te drinken. 

## Boerjatië
In Boerjatië in Siberië, Rusland wordt het suur-kharbaan gevierd, de Boerjattische variant van Naadam. Sinds 1924 wordt het iedere eerste zondag in juli gehouden, als herdenking van de stichting van de Boerjatische Republiek. Het hoofdfestival is in Oelan-Oede, maar net als in Mongolië wordt het ook kleinschaliger op andere plaatsen gevierd, maar wel overal op dezelfde dag. Een ceremoniële boogwedstrijd wordt in de buurt van een ovoo gehouden, waarna de twee andere traditionele sporten worden beoefend.

## Afbeeldingen

Naadam in Mongolië
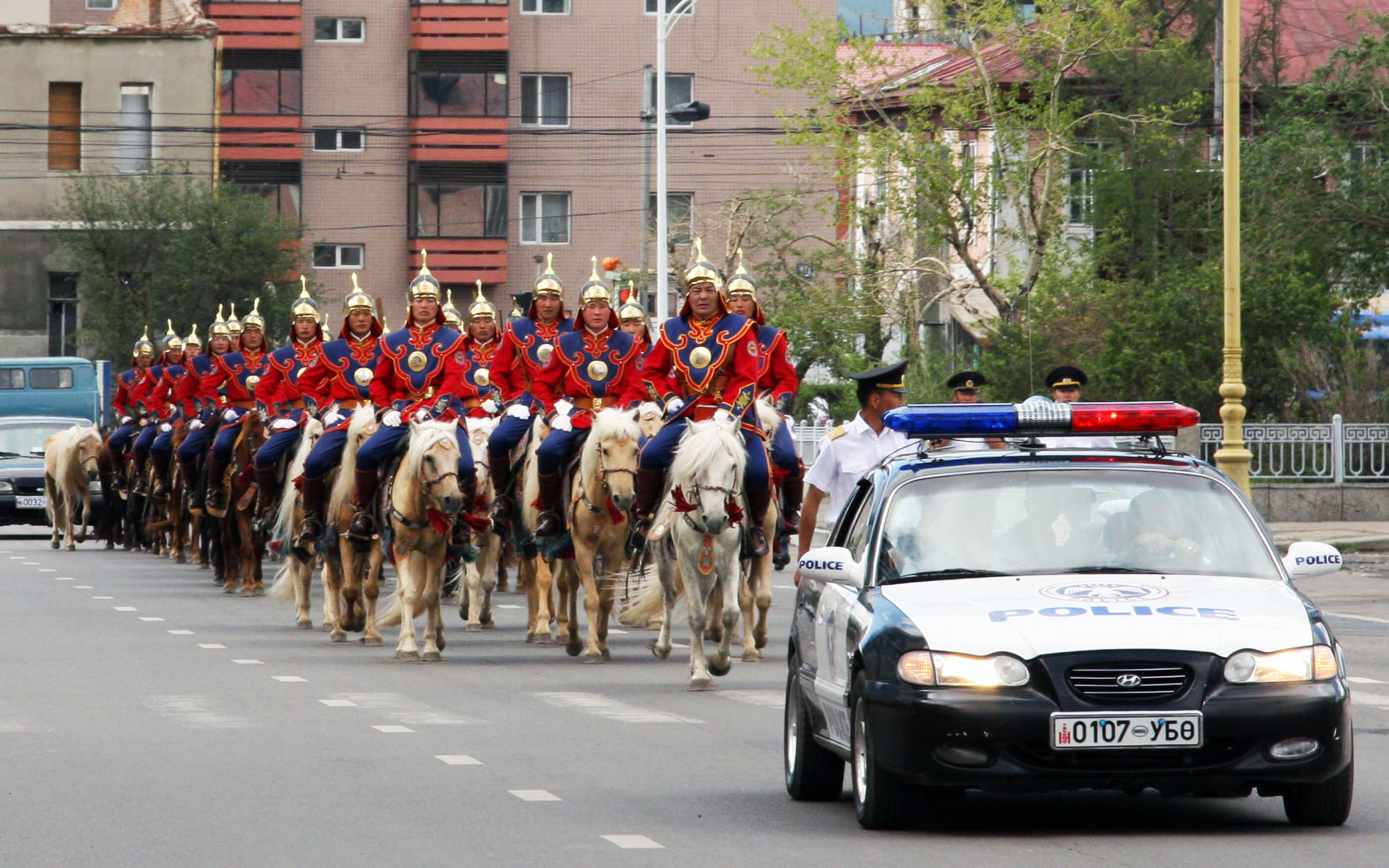
Eregarde tijdens de Naadam in Ulaanbaatar
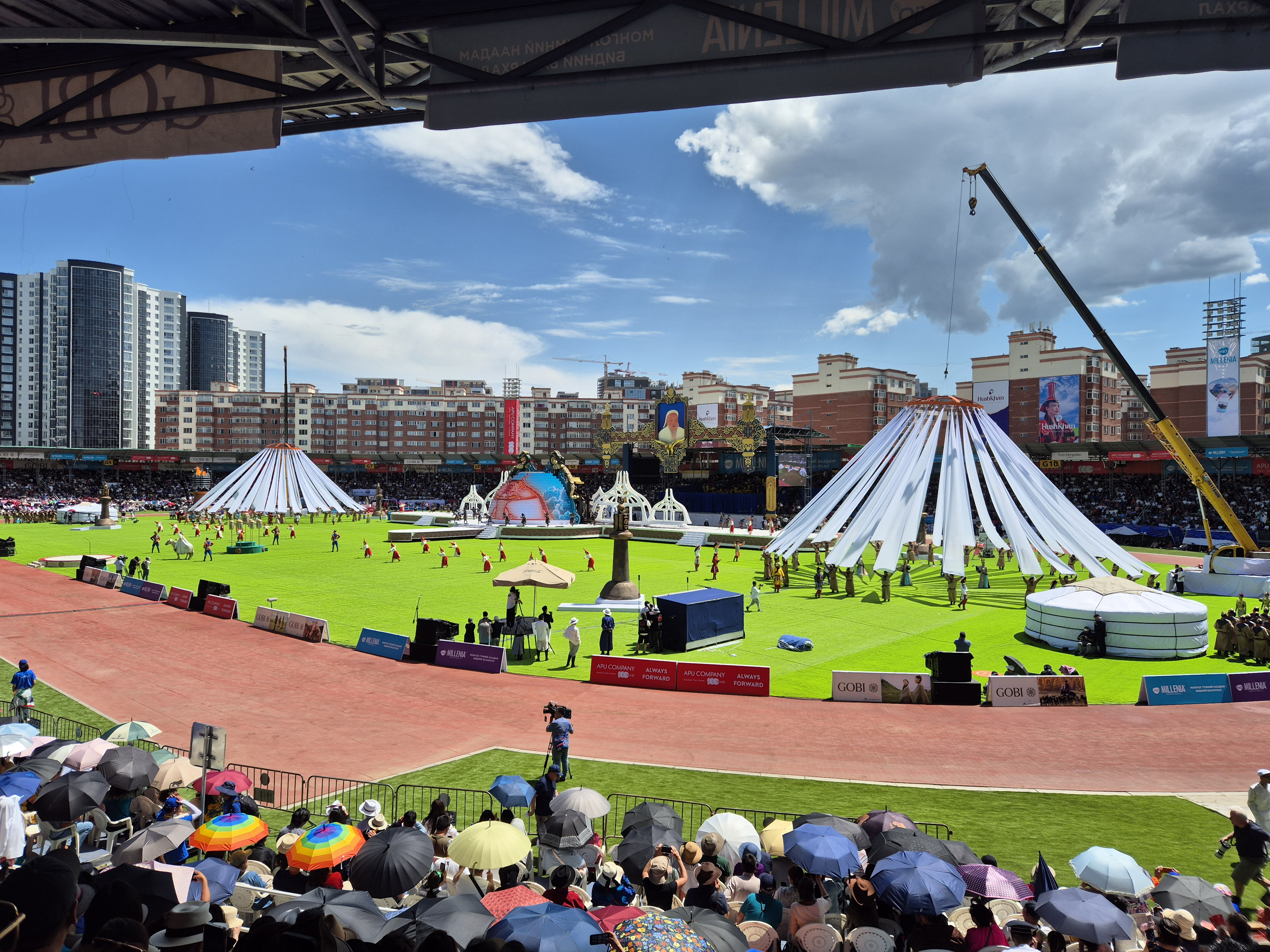
De Naadam openingsceremonie
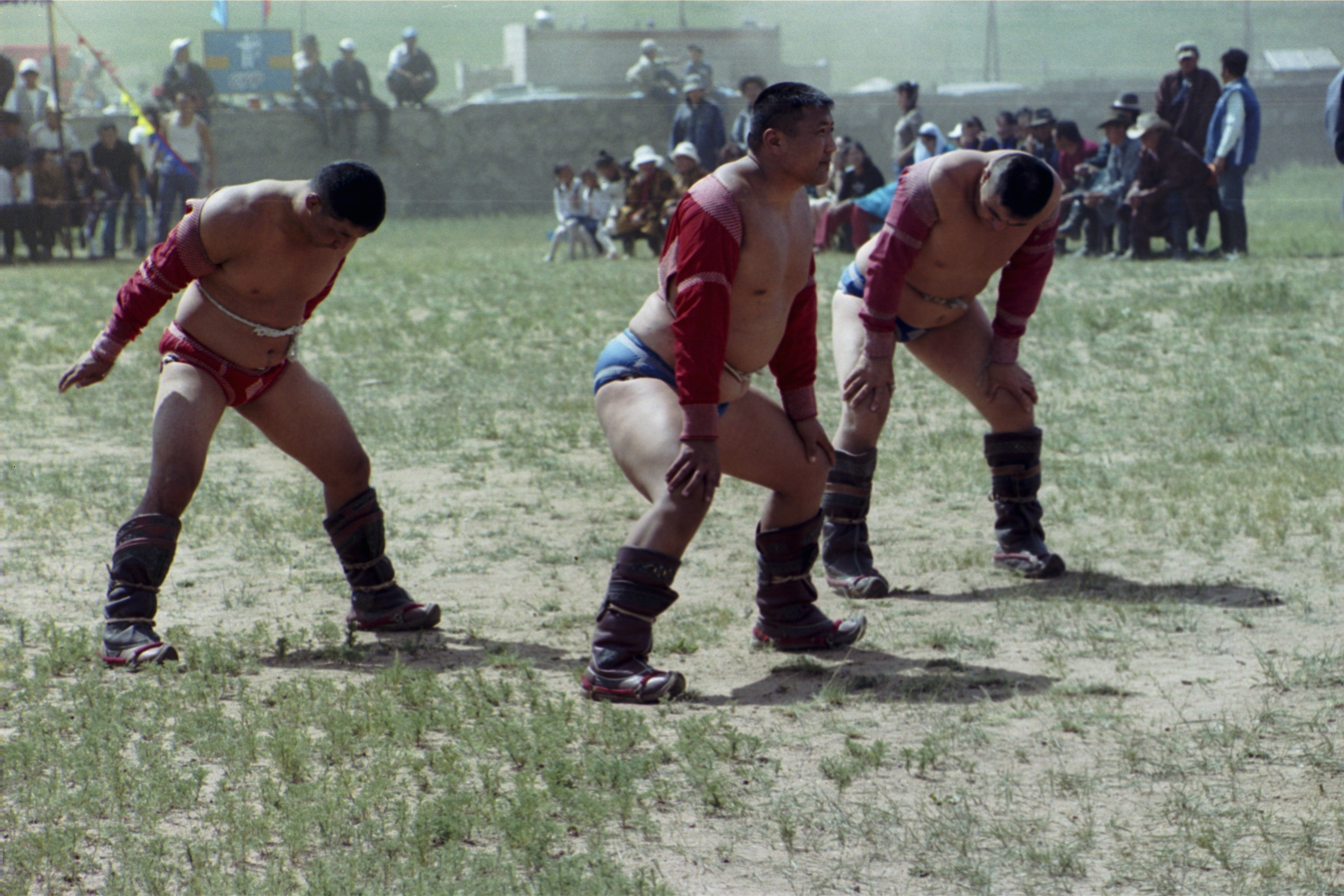
Mongoolse worstelaars tijdens de Naadam
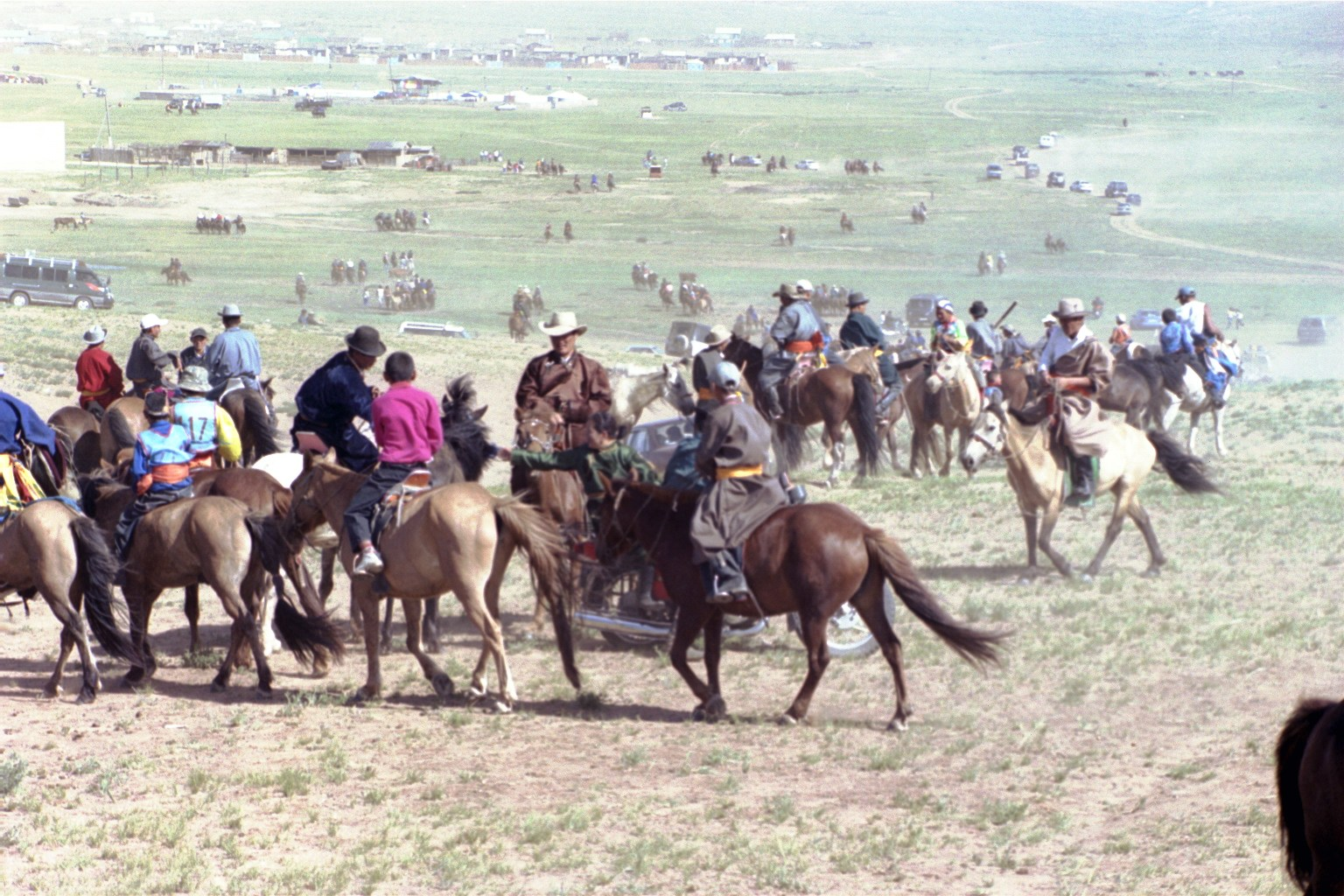
Ruiterspelen vinden plaats op een open vlakte
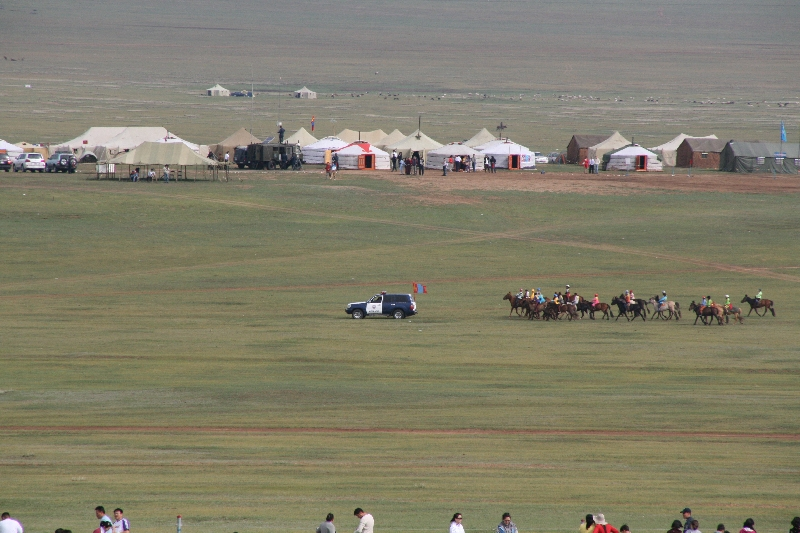
Op weg naar de start van de paardenrace
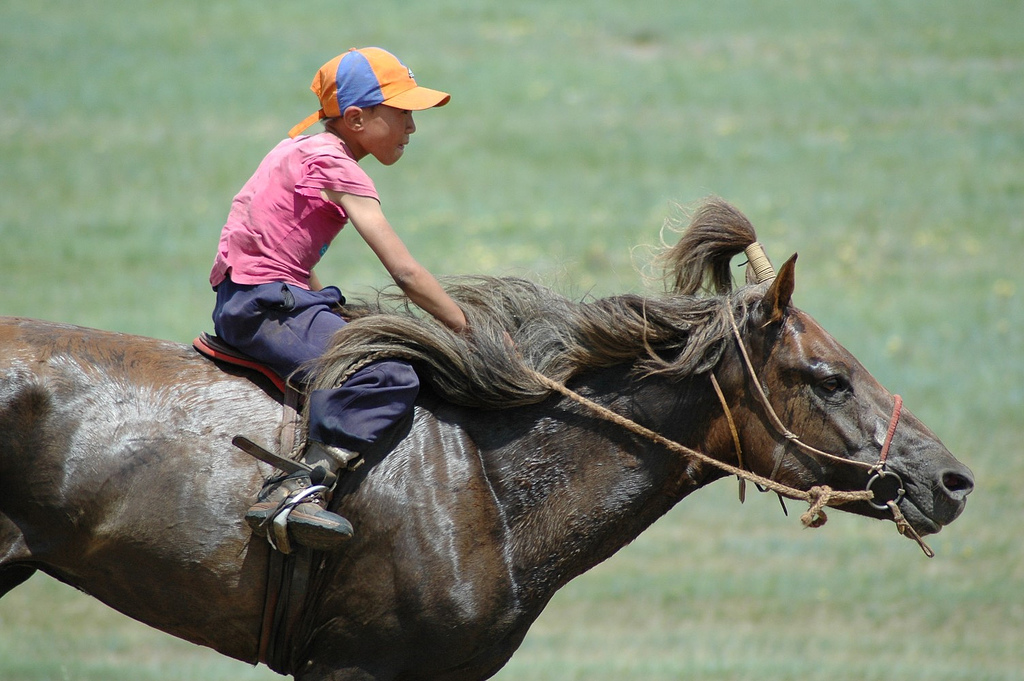
Een jonge deelnemer aan de paardenrace
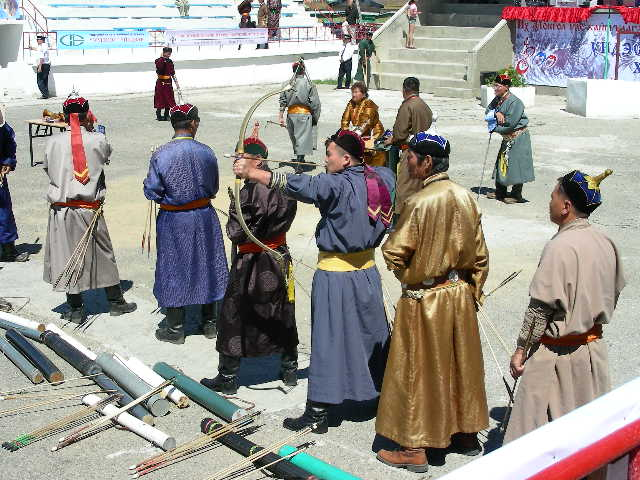
Boogschieten tijdens de Naadam
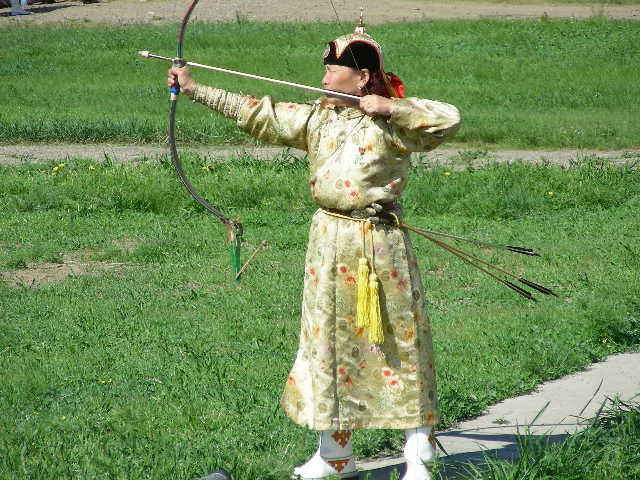
Een boogschutter in actie tijdens de Naadam